# Tom Amundsen
Tom Amundsen (Kristiania, 1943. február 4. – 2017. szeptember 3.) Európa-bajnoki ezüstérmes norvég evezős.

## Élete
Tagja volt Norvégia 1972-es müncheni és 1976-os montréali olimpiai csapatának. Münchenben – 29 évesen, élete első olimpiáján, mint az evezősök legidősebb tagja – a kormányos nélküli négyes döntőjében (Ole Nafstaddal, Kjell Sverre Johansennel és Svein Erik Nilsenával) a 29. helyen végzett, míg négy évvel később Montréalban, a férfi kormányos négyessel (Kjell Sverre Johansennel, Sverre Norberggel, Rune Dahllal és a mindössze tizenöt esztendős Alf Torppal, 6:26,93-as vigaszági időeredménnyel) helyezetlenül végzett.